# Le Pêchereau
Le Pêchereau is een gemeente in het Franse departement Indre (regio Centre-Val de Loire). De plaats maakt deel uit van het arrondissement Châteauroux. Le Pêchereau telde op 1 januari 2022 1.781 inwoners.

## Geografie
De oppervlakte van Le Pêchereau bedroeg op 1 januari 2022 20,94 vierkante kilometer; de bevolkingsdichtheid was toen 85,1 inwoners per km².

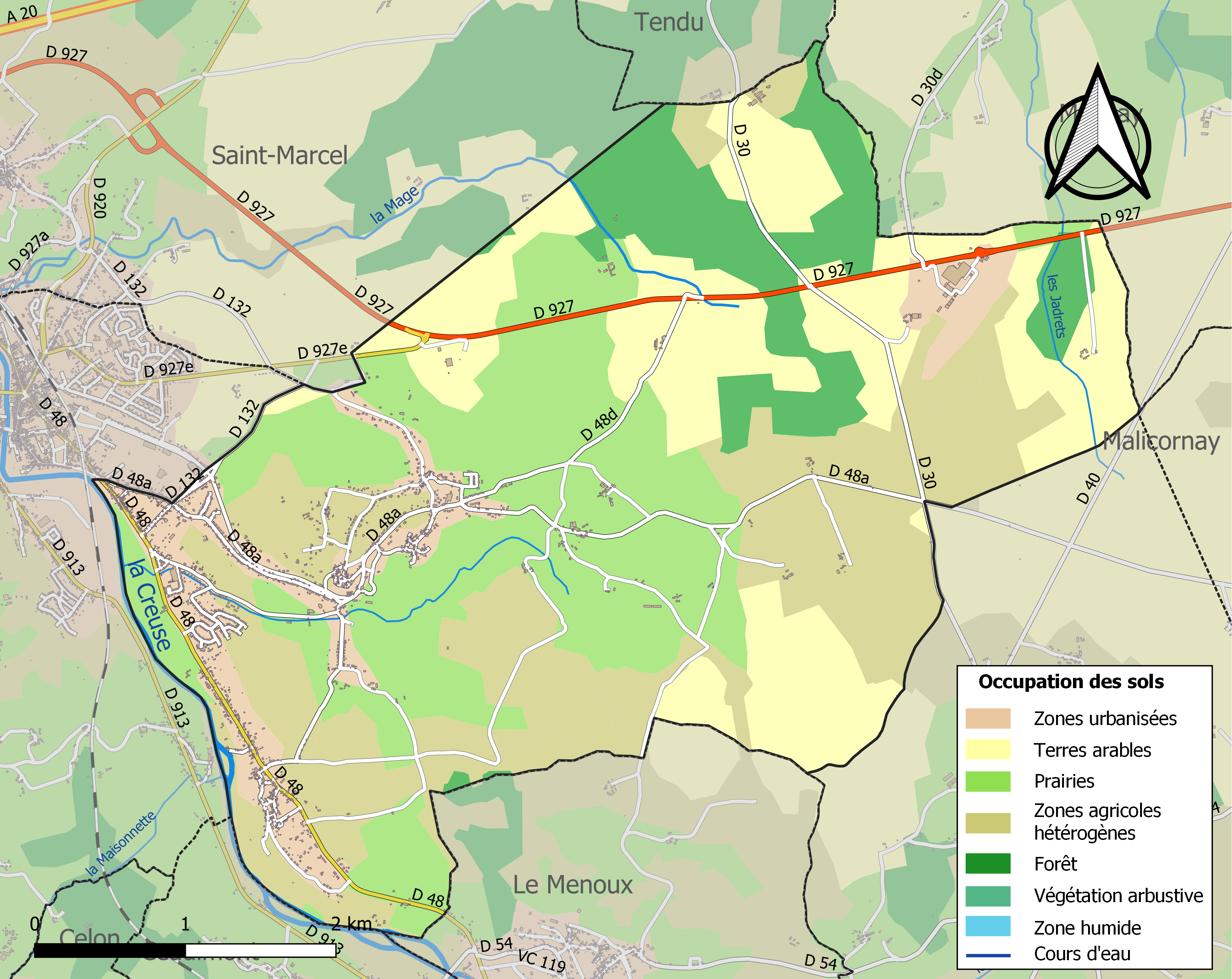
Kaart van de gemeente met belangrijkste infrastructuur, bodemgebruik en omliggende gemeenten

## Demografie
Onderstaande figuur toont het verloop van het inwonertal (bron: INSEE-tellingen).